# Alagoas (destroyer, 1909)
Pour les articles homonymes, voir Alagoas.
L'Alagoas est un destroyer de classe Pará de la marine brésilienne, en service de 1909 à 1939. Il a été nommé d’après l’état brésilien de l’Alagoas.

## Conception
En 1904, le Brésil a adopté un plan ambitieux pour rénover et moderniser sa marine. Le programme de rénovation navale a été négocié et adopté en décembre 1904, et prévoyait l’acquisition d’un grand nombre de navires, dont une douzaine de destroyers. En 1906, le programme a été modifié pour réduire à dix le nombre total de destroyers. Ces navires sont devenus connus sous le nom de destroyers de classe Pará.
Le navire avait une longueur hors tout de 73,2 m, un maître-bau de 7,2 m et un tirant d'eau de 2,4 m. Le navire était propulsé par deux moteurs à vapeur alternatifs à triple expansion, qui entraînaient deux arbres d'hélice et qui produisaient un total de 7403 ch (5520 kW) et donnaient une vitesse maximale de 27 nœuds (50 km/h). Au cours des essais en mer, la vitesse prévue dans le contrat a été dépassée et le navire a été chronométré à 27,25 noeuds (50,47 km/h). La vapeur des turbines était fournie par deux chaudières à double extrémité de type Yarrow. L'Alagoas transportait un maximum de 140 tonnes de charbon, ce qui lui permettait d’atteindre une autonomie d’environ 3700 milles marins (6900 km) à 14 nœuds (26 km/h).
Le navire avait deux canons de 102 mm en affûts simples. En outre, quatre canons de 47 mm montés en affûts simples ont été installés au moment du lancement.
Les essais officiels à pleine vitesse pour l'Alagoas ont eu lieu le 26 novembre 1909 sur le mille de profondeur mesuré à Skelmorlie à l’embouchure de la Clyde. Au cours d’une course continue de trois heures avec une charge de 100 tonnes, le navire a dépassé sa vitesse contractuelle de 27 nœuds.